# Zettai Shōnen
Absolute Boy (絶対少年, Zettai Shōnen) é uma série de anime de 26 episódios produzida por Ajia-doi Animation Works e Bandai Visual, entre 21 de Maio de 2005 e 19 de novembro de 2005.